# Hart (Michigan)
Hart is een plaats (city) in de Amerikaanse staat Michigan, en valt bestuurlijk gezien onder Oceana County.

## Demografie
Bij de volkstelling in 2000 werd het aantal inwoners vastgesteld op 1950.
In 2006 is het aantal inwoners door het United States Census Bureau geschat op 1996, een stijging van 46 (2.4%).

## Geografie
Volgens het United States Census Bureau beslaat de plaats een oppervlakte van
5,4 km², waarvan 5,0 km² land en 0,4 km² water. Hart ligt op ongeveer 208 m boven zeeniveau.

## Plaatsen in de nabije omgeving
De onderstaande figuur toont nabijgelegen plaatsen in een straal van 24 km rond Hart.

## Geboren in Hart
- Walter Willett (1945), (voedings)wetenschapper
- George Winston (1949-2023), pianist